# Ebrima Darboe
Ebrima Darboe (Serekunda, 6 juni 2001) is een Gambiaans voetballer die bij voorkeur als defensieve middenvelder speelt. Hij tekende in 2021 voor AS Roma.

## Clubcarrière
Darboe debuteerde op 2 mei 2021 voor AS Roma in de Serie A tegen Sampdoria. Vier dagen later speelde hij mee in de UEFA Europa League tegen Manchester United.